# Aykut Kocaman
Pour les articles homonymes, voir Aykut.
Aykut Kocaman, né le 5 avril 1965 dans la province de Sakarya, est un ancien joueur et maintenant entraîneur de football turc qui évoluait au poste d'attaquant. 

## Biographie

### Carrière d'entraîneur
Malgré les titres remportés avec Fenerbahçe en seulement 3 années, il part du club en 2013. Son premier passage à Fenerbahçe est marqué par de nombreux événements marquants (accusation à tort de matchs truqués, conflit avec le joueur vedette de Fenerbahçe : Alex).
En 2014, après une année sabbatique, il rejoint le club de Konyaspor avec lequel il finira à une troisième place en championnat lors de la saison 2015-2016 et remportera une coupe de Turquie lors de la saison 2016-2017 malgré des moyens limités. 
Il revient ensuite à Fenerbahçe pour la saison 2017/2018. Lors de ce deuxième passage, Aykut Kocaman vit des débuts difficiles avec notamment l'élimination en Ligue Europa avant la phase de poules puis un enchaînement de mauvais résultats en championnat. Cependant, deux mois et demi après le début du championnat, le club connaîtra une série de 15 matchs sans défaites et sera dans la course au titre jusqu'à la fin du championnat. Le 18 juin 2018, les Canaris de Fenerbahçe, deuxième de la Süper Lig en 2017-2018, annoncent le départ d'Aykut Kocaman.

## Buts par saison (au Fenerbahçe)
- 1988/89 : 29 buts
- 1989/90 : 10 buts
- 1990/91 : 13 buts
- 1991/92 : 25 buts
- 1992/93 : 14 buts
- 1993/94 : 14 buts
- 1994/95 : 27 buts
- 1995/96 : 8 buts

## Palmarès joueur
- Champion de Seconde Division avec Sakaryaspor,
- Vainqueur de la Coupe de Turquie (1987–88 avec Sakaryaspor),
- Deux fois champion de Turquie (1988–89 et 1995–96 avec Fenerbahçe SK),
- Trois fois meilleur buteur du championnat (1988–89, 1991–92 et 1994–95 avec Fenerbahçe SK),
- 15 fois international, pour un but,
- 200 buts inscrits dans sa carrière, 5e plus grand buteur du championnat turc après Tanju Çolak, Metin Oktay, Hakan Şükür et Hami Mandıralı.

## But international
| #  | Date        | Lieu                                       | Adversaire | But | Résultat | Compétition  |
| -- | ----------- | ------------------------------------------ | ---------- | --- | -------- | ------------ |
| 1. | 8 mars 1995 | Şükrü Saracoğlu Stadium, Istanbul, Turquie | Israël     | 1–1 | 2–1      | Match amical |

## Palmarès entraineur
- Championnat de Turquie : 2011
- Coupe de Turquie : 2012, 2013 et 2017